# Wola Rudzka
Wola Rudzka is een dorp in Polen. Het bevindt zich in de gemeente Opole Lubelskie in de provincie (woiwodschap) Lublin. Wola Rudzka ligt 42 km ten zuidwesten van Lublin en 3 km ten noorden van Opole Lubelskie. Door het dorp loopt de provinciale weg Droga wojewódzka 824.

## Bezienswaardigheden
In Wola Rudzka bevindt zich een stenen molen uit 1910. Het dorp is bekend om zijn grote wijngaardslakkenpopulatie. In het dorp wordt vis gekweekt in een groot kweekvijvercomplex. In de omgeving is er een gemengd bos.